# Михайлов (Ростовская область)
Михайлов — хутор в Тацинском районе Ростовской области.
Входит в состав Михайловского сельского поселения.

## География

### Улицы
| - ул. 40 лет Пионерии, - ул. Горная, - ул. Зелёная, - ул. Калинина, - ул. Кирова, - ул. Клубная, - ул. Колодезная, | - ул. Ленина, - ул. Мира, - ул. Набережная, - ул. Новая, - ул. Пионерская, - ул. Пролетарская, - ул. Пушкина, | - ул. С. Назарова, - ул. Тургенева, - ул. Чапаева, - ул. Шахтерская, - ул. Школьная, - ул. Юдина, - ул. Южная, | - пер. Автомобильный, - пер. Колхозный, - пер. Первомайский, - пер. Полевой, - пер. Сосновый, - пер. Степной. |

## История
Посёлок городского типа с 1975 года.
Преобразован в сельский населённый пункт в 1996 году.

## Население
| 1979 | 1989  | 2010  |
| ---- | ----- | ----- |
| 3199 | ↘3175 | ↘2703 |